# Played (Fernsehserie)
Played ist eine kanadische Dramaserie des Senders CTV. Sie handelt von einer Einheit (Covert Investigations Unit (CIU)) der Polizei von Toronto, welche Undercovereinsätze im kriminellen Milieu durchführen.
In Deutschland lief die Serie seit 5. September 2014 bei Kabel eins, nachdem sie zuvor bereits auf der Video-Plattform MyVideo gelaufen war.

## Besetzung und Synchronisation
Die deutschsprachige Synchronisation der Serie entstand bei der Interopa Film GmbH, Berlin unter Dialogbuch von Thomas Maria Lehmann und Dialogregie von Ronald Nitschke.
| Schauspieler  | Charakter                        | Synchronisation |
| ------------- | -------------------------------- | --------------- |
| Vincent Walsh | Detective John Moreland          | Wolfgang Wagner |
| Chandra West  | Detective Sergeant Rebecca Ellis | Ghadah Al-Akel  |
| Lisa Marcos   | Detective Constable Maria Cortez | Damineh Hojat   |
| Dwain Murphy  | Detective Constable Daniel Price | Julien Haggège  |
| Agam Darshi   | Officer Khali Bhatt              | Anita Hopt      |
| Adam Butcher  | Officer Jesse Calvert            | Marios Gavrilis |

## Episoden

### Staffel 1
| Nr. (ges.) | Nr. (St.) | Deutscher Titel    | Originaltitel | Erstausstrahlung USA | Deutschsprachige Erstausstrahlung (D) | Regie             | Drehbuch                       |
| ---------- | --------- | ------------------ | ------------- | -------------------- | ------------------------------------- | ----------------- | ------------------------------ |
| 1          | 1         | Drogen             | Drugs         | 3. Okt. 2013         | 5. Sep. 2014                          | Adrienne Mitchell | Greg Nelson                    |
| 2          | 2         | Mädchen            | Girls         | 10. Okt. 2013        | 12. Sep. 2014                         | Charles Binamé    | Greg Nelson                    |
| 3          | 3         | Geld               | Money         | 17. Okt. 2013        | 19. Sep. 2014                         | Kelly Makin       | Larry Bambrick                 |
| 4          | 4         | Anwälte            | Lawyers       | 24. Okt. 2013        | 26. Sep. 2014                         | Charles Binamé    | Greg Nelson, Hannah Moscovitch |
| 5          | 5         | Waffen             | Guns          | 31. Okt. 2013        | 3. Okt. 2014                          | Jerry Ciccoritti  | Matt MacLennan                 |
| 6          | 6         | Kämpfe             | Fights        | 7. Nov. 2013         | 10. Okt. 2014                         | Jerry Ciccoritti  | Bruce M. Smith                 |
| 7          | 7         | Autos              | Cars          | 14. Nov. 2013        | 17. Okt. 2014                         | Rachel Talalay    | Daniel Godwin, Matt MacLennan  |
| 8          | 8         | Gift               | Poison        | 21. Nov. 2013        | 24. Okt. 2014                         | Bradley Walsh     | Hannah Moscovitch, Greg Nelson |
| 9          | 9         | Cops               | Cops          | 28. Nov. 2013        | 31. Okt. 2014                         | Lee Rose          | Ley Lukins                     |
| 10         | 10        | Geheimnisse        | Secrets       | 5. Dez. 2013         | 7. Nov. 2014                          | Paul Fox          | Larry Bambrick                 |
| 11         | 11        | Die Unantastbaren  | Untouchables  | 12. Dez. 2013        | 14. Nov. 2014                         | Grant Harvey      | Ian Carpenter                  |
| 12         | 12        | Der Auftragskiller | Hitmen        | 19. Dez. 2013        | 21. Nov. 2014                         | Andy Mikita       | Matt MacLennan                 |
| 13         | 13        | Rache              | Revenge       | 19. Dez. 2013        | 28. Nov. 2014                         | Rachel Talalay    | Greg Nelson                    |

## Veröffentlichung auf DVD
Die komplette Serie erschien, bezeichnet als "Season 1", am 9. Januar 2015 bei Studio Hamburg.